# Hermitage Plains
Hermitage Plains — метеорит-хондрит масою 31700 грам.